# ينس كيلر
ينس كيلر (بالألمانية: Jens Keller)‏ (24 نوفمبر 1970 شتوتغارت ألمانيا - ) هو لاعب كرة قدم سابق ومدرب ألماني لعب كمدافع.

## وصلات خارجية
ينس كيلر على موقع قاعدة بيانات كرة القدم.إي يو (الإنجليزية)
- ينس كيلر على موقع بيانات كرة القدم. دي إي (الألمانية)
- ينس كيلر على موقع عالم كرة القدم.نت (الإنجليزية)